# Stambanan, Finland

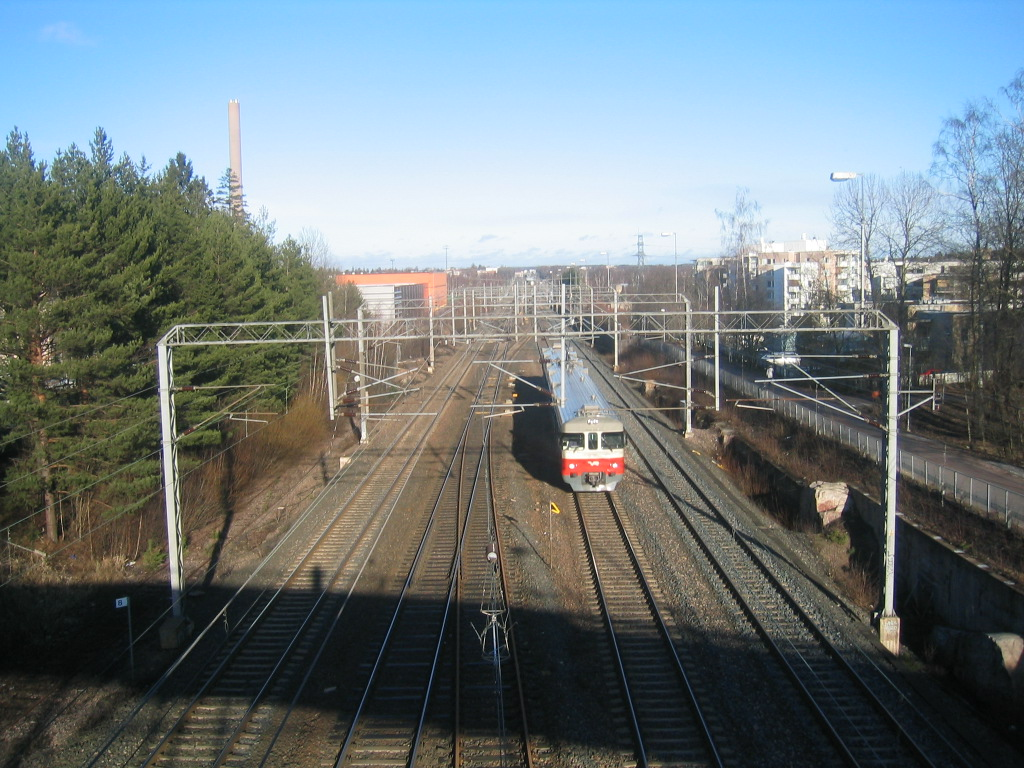
Stambanan i Åggelby, Helsingfors

Stambanan är Finlands äldsta järnväg och löper norrut genom Finland från Helsingfors centralstation till Torneå, och har en total banlängd av 812 km.
Stambanan invigdes 1862 mellan Helsingfors och Tavastehus via Riihimäki, och har därefter byggts ut vidare till Tammerfors 1876, till Seinäjoki via Haapamäki 1882, till Karleby 1885 och vidare till Uleåborg (Toppila) 1886, och till Torneå 1903. 1971, då Parkano direktbana var färdigbyggd mellan Seinäjoki och Lielax via Parkano, fick Stambanan en ny kortare sträcka via Parkano, som ersatte den gamla sträckan via Haapamäki.
Stambanan är enkelspårig med mötesspår mellan Torneå och Ylivieska, och mellan Seinäjoki och Tammerfors, och dubbelspårig på övriga sträckor norr om Kervo, med ett extra tredjespår för godståg på sträckan Tammerfors–Sääksjärvi och Purola–Ainola, medan hela sträckan Kervo–Helsingfors central är utbyggd till fyrspår sedan den 15 augusti 2004, men fyrspåret (kallat Kervo stadsbana) planeras byggas ut mellan Kervo och Riihimäki, för att öka kapaciteten för Helsingfors närtåg, som trafikerar spår 3 och 4 på fyrspåret.

## Banavsnitt
- Helsingfors–Riihimäki-banan
- Riihimäki–Tammerfors-banan
- Tammerfors–Seinäjoki-banan
- Österbottenbanan, Seinäjoki-Uleåborg